# Friedhof Schwarme
Der Friedhof Schwarme liegt in der Gemeinde Schwarme im niedersächsischen Landkreis Diepholz. Er ist der Begräbnisplatz für die Verstorbenen aus der Kirchengemeinde Schwarme.

## Beschreibung
Der maximal etwa 150 Meter lange und maximal etwa 90 Meter breite Friedhof liegt rund um die evangelisch-lutherische Kirche „Zum Guten Hirten“ an der Kirchstraße 24. Einige Grabsteine stammen aus dem 18. Jahrhundert.